# Carlos Gilberto Nascimento Silva
Carlos Gilberto Nascimento Silva (Campos dos Goytacazes, 12 de junio de 1987), más conocido como Gil, es un futbolista brasileño que juega como defensa en el Santos F. C. del Campeonato Brasileño de Serie B.
Jugó en el Shandong Luneng Taishan de Shandong, que por unos motivos personales en 2019 se le canceló su contrato.

## Carrera
Comenzó a jugar en el Americano, donde actuó entre 2004 y 2008. En 2007  jugó  para el Jaguaré Esporte Clube, con el que fue campeón de la Copa Espírito Santo. Fue trasferido para el Atlético Goianiense, donde se destacó y conquistó el Campeonato Brasileño de Serie C de 2008. En 2009 fue transferido al Cruzeiro. En agosto de 2011 fue vendido al Valenciennes, de Francia por cerca de € 2,5 millones. En enero de 2013 fue transferido al Corinthians por € 3,5 millones, contratado por 4 años. Luego de buenos años en el conjunto paulista, que le llevó a varias convocatorias de la selección carioca, en enero de 2016 el club Shandong Luneng Taishan de la Superliga China, paga el monto de 7,8 millones de euros y se hace con sus servicios.

### Selección brasileña
El 19 de agosto de 2014, Dunga lo convocó por primera vez a la selección de fútbol de Brasil para los partidos amistosos contra Colombia y Ecuador. Fue titular en la Copa América Centenario de 2016, donde logró un gol.

## Estadísticas
Actualizado hasta el 31 de agosto de 2014

### Clubes
| Club         | Temporada | Campeonato nacional | Campeonato nacional | Copa nacional | Copa nacional | Competiciones continentales | Competiciones continentales | Otros torneos | Otros torneos | Total  | Total |
| Club         | Temporada | Juegos              | Goles               | Juegos        | Goles         | Juegos                      | Goles                       | Juegos        | Goles         | Juegos | Goles |
| ------------ | --------- | ------------------- | ------------------- | ------------- | ------------- | --------------------------- | --------------------------- | ------------- | ------------- | ------ | ----- |
| Cruzeiro     | 2009      | 19                  | 0                   | —             | —             | 0                           | 0                           | 1             | 0             | 20     | 0     |
| Cruzeiro     | 2010      | 24                  | 1                   | —             | —             | 10                          | 0                           | 11            | 1             | 45     | 2     |
| Cruzeiro     | 2011      | 15                  | 0                   | —             | —             | 8                           | 0                           | 14            | 2             | 37     | 2     |
| Cruzeiro     | Total     | 58                  | 1                   | —             | —             | 18                          | 0                           | 26            | 3             | 102    | 4     |
| Valenciennes | 2011-12   | 25                  | 1                   | 3             | 0             | —                           | —                           | 0             | 0             | 28     | 1     |
| Valenciennes | 2012-13   | 15                  | 1                   | 0             | 0             | —                           | —                           | 0             | 0             | 15     | 1     |
| Valenciennes | Total     | 40                  | 2                   | 3             | 0             | —                           | —                           | 0             | 0             | 43     | 2     |
| Corinthians  | 2013      | 36                  | 0                   | 4             | 0             | 10                          | 0                           | 20            | 0             | 70     | 0     |
| Corinthians  | 2014      | 18                  | 3                   | 5             | 0             | —                           | —                           | 16            | 1             | 39     | 4     |
| Corinthians  | Total     | 54                  | 3                   | 9             | 0             | 10                          | 0                           | 36            | 1             | 109    | 4     |
| Shandong     | 2016      | 0                   | 0                   | 0             | 0             | 0                           | 0                           | 0             | 0             | 0      | 0     |
| Shandong     | Total     | 0                   | 0                   | 0             | 0             | 0                           | 0                           | 0             |               | 0      | 0     |
| Shandong     | Total     | Total               | 152                 | 6             | 12            | 0                           | 28                          | 0             | 62            | 4      | 254   |

## Palmarés

### Títulos estatales
| Título              | Club              | Estado       | Año  |
| ------------------- | ----------------- | ------------ | ---- |
| Campeonato Mineiro  | Cruzeiro E. C.    | Minas Gerais | 2011 |
| Campeonato Paulista | S. C. Corinthians | São Paulo    | 2013 |

### Títulos nacionales
| Título                          | Club                | País   | Año  |
| ------------------------------- | ------------------- | ------ | ---- |
| Campeonato Brasileño de Serie C | Atlético Goianiense | Brasil | 2008 |
| Campeonato Brasileño de Serie A | S. C. Corinthians   | Brasil | 2015 |

### Títulos internacionales
| Título              | Club              | País   | Año  |
| ------------------- | ----------------- | ------ | ---- |
| Recopa Sudamericana | S. C. Corinthians | Brasil | 2013 |